# AB Nils P. Lundh
AB Nils P. Lundh var ett svenskt entreprenadföretag med säte i Malmö.
Firman grundades i Malmö 1895 av entreprenör Jöns O. Lundh och övertogs 1906 av sonen, entreprenör Nils P. Lundh (1883–1954). År 1935 ombildades firman till AB Nils P. Lundh med Nils P. Lundh som verkställande direktör. Firman var en av de första i Sverige som utförde helpermanenterade vägbeläggningsarbeten; redan 1923 utfördes smågatstensättning av delar av den dåvarande vägen mellan Malmö och Lund samt vid Staffanstorp på vägen mellan Malmö och Simrishamn. 
Under de följande decennierna utfördes smågatstensbeläggningar bland annat på vägen mellan Karlshamn och Ronneby, vägen mellan Västerås och Köping, infartsvägen till Lysekil och samtliga infartsvägar till Jordberga sockerbruk. Vidare utfördes cementbetongbeläggningar mellan Hammar och Jarls fure samt mellan Anderslöv och Jordberga. Slutligen asfaltsbeläggningar på vägarna mellan Böste och Östratorp, Landskrona och Säbyholm samt skolgårdarna i Malmö, varvid samtliga anläggningar utförde i asfaltbetong  och topeka. Utöver detta utfördes ett betydande antal asfaltbeläggningar av helt och halvpermanent karaktär såsom indränkningar och ytbehandlingar samt beläggningar med olika slag av kalla asfaltbeläggningar.
Företaget utförde även flygfältsarbeten av som omfattning, ävensom rullbanor å desamma, brobyggnader separat och i samband med vägbyggnader samt husbyggnader. Inom Malmö stad bedrev företaget en omfattande rörelse för såväl stadens som för enskilda kunders räkning. Detta innefattade bland annat gatu- och kloakarbeten samt asfalts- och isoleringsarbeten.
År 1953 blev Axel Jepsson ny verkställande direktör i AB Nils P. Lundh. Företaget, som på 1970-talet hade 800 anställda och var börsnoterat, köpte 1980 MVB. År 1992 gick AB Nils P. Lundh i konkurs och övertogs då av MVB:s dåvarande verkställande direktör Kjell Hansson, tillsammans med 22 anställda.